# Plecturocebus
Plecturocebus (лат.) — род обезьян семейства саковых (Pitheciidae), один из трёх современных родов подсемейства Callicebinae.

## Описание
Окрас шерсти преимущественно серый или серо-коричневый, иногда с красной «бородой». В сравнении с другими представителями подсемейства Callicebinae эти приматы более мелкого размера, кроме того имеют более короткие конечности: длина передних конечностей составляет от 52 % до 61 % от длины туловища; длина задних конечностей составляет от 71 до 81 % от длины туловища. Число хромосом 46, 48 или 50.

## Распространение
Встречаются в южной части бассейна Амазонки в Южной Америке: Бразилия, Боливия, Перу, северо-запад Парагвая. Единственный вид Plecturocebus caquetensis встречается севернее, в Колумбии.

## Классификация
Род был образован после разделения обширного рода Callicebus в 2016 году по результатам молекулярных исследований. Включает следующие современные виды:
- Plecturocebus aureipalatii (Wallace et al., 2006)
- Plecturocebus baptista (Lönnberg, 1939) — Озёрный прыгун
- Plecturocebus bernhardi (van Roosmalen et al., 2002)
- Plecturocebus brunneus (Wagner, 1842) — Бурый прыгун
- Plecturocebus caligatus (Wagner, 1842)
- Plecturocebus caquetensis (Defler, Bueno & Garcia, 2010)
- Plecturocebus cinerascens (Spix, 1823) — Чёрный прыгун
- Plecturocebus cupreus (Spix, 1823) — Медный прыгун
- Plecturocebus discolor (I. Geoffroy & Deville, 1848)
- Plecturocebus donacophilus (D’Orbigny, 1836) — Гранчакский прыгун
- Plecturocebus dubius  (Hershkovitz, 1988)
- Plecturocebus grovesi Boubli et al., 2019[2]
- Plecturocebus hoffmannsi (Thomas, 1908) — Прыгун Хоффманса
- Plecturocebus miltoni (Dalponte, Silva & Silva-Júnior, 2014)
- Plecturocebus modestus (Lönnberg, 1939) — Боливийский прыгун
- Plecturocebus moloch (Hoffmannsegg, 1807) typus — Рыжебрюхий прыгун, или прыгун-молох
- Plecturocebus oenanthe (Thomas, 1924) — Перуанский прыгун
- Plecturocebus olallae (Lönnberg, 1939) — Прыгун Оллалы
- Plecturocebus ornatus (Gray, 1866) — Украшенный прыгун
- Plecturocebus pallescens (Thomas, 1907) — Светлый прыгун
- Plecturocebus stephennashi (van Roosmalen et al., 2002)
- Plecturocebus toppini (Thomas, 1914)
- Plecturocebus urubambensis (Vermeer & Tello-Alvorado, 2015)
- Plecturocebus vieirai (Gualda-Barros, Nascimento & Amaral, 2012)